# Groupe Sudmedia
Sudmedia (appelée Sudpresse jusqu'en octobre 2021) est une société de presse écrite belge. Le groupe est leader de la presse quotidienne en Belgique francophone avec une audience cumulée de 1 200 000 personnes touchées par jour.
Sudmedia constitue la filiale du groupe Rossel spécialisée dans l’information de proximité qui se décline dans les journaux, magazines et supports électroniques. Le groupe Sudmedia rassemble à la fois la marque Sudinfo et ses quotidiens régionaux — La Meuse, La Nouvelle Gazette, La Province, Nord Éclair et La Capitale — mais aussi le magazine Ciné Télé Revue, le supplément du week-end Max, ou les hebdomadaires Vlan et 7 Dimanche.
Le groupe Rossel, quant à lui, est également propriétaire du journal Le Soir, du groupe de presse régionale français La Voix du Nord et du seul quotidien belge germanophone, Grenz-Echo.
Le groupe de presse fait fréquemment l'objet de critiques concernant sa déontologie ou de condamnations émanant du Conseil de déontologie journalistique.

## Éditions
Selon le site internet du groupe, Sudinfo édite cinq titres régionaux et douze éditions locales, quotidiennement lus par 1,2 million de personnes :

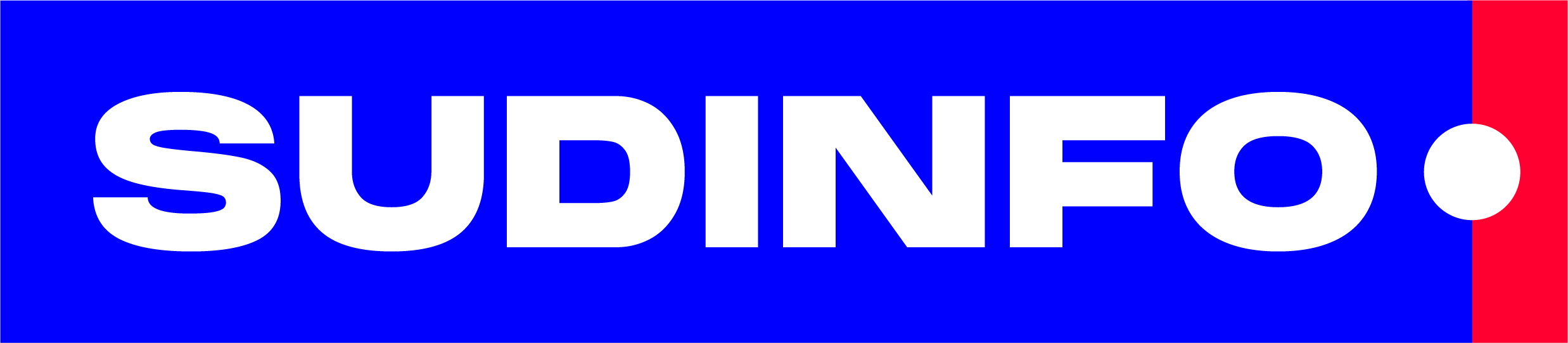
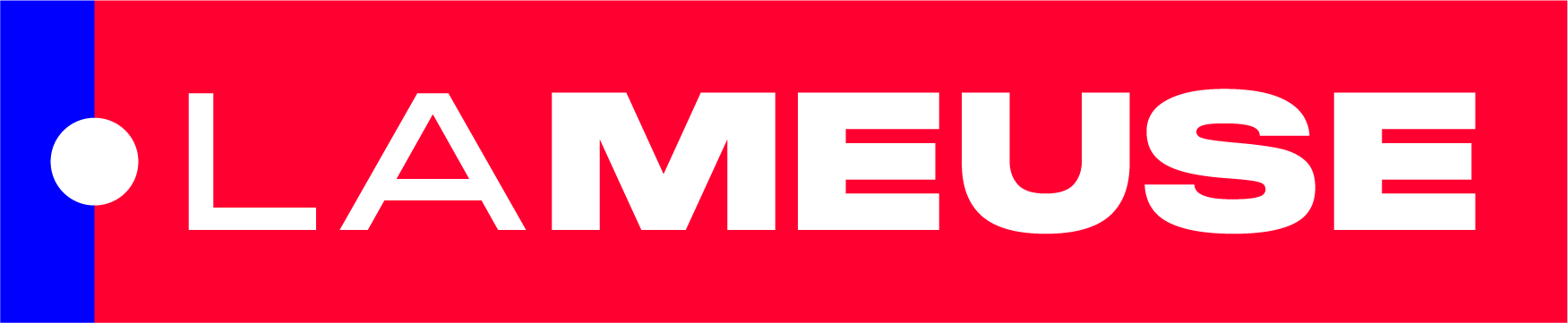
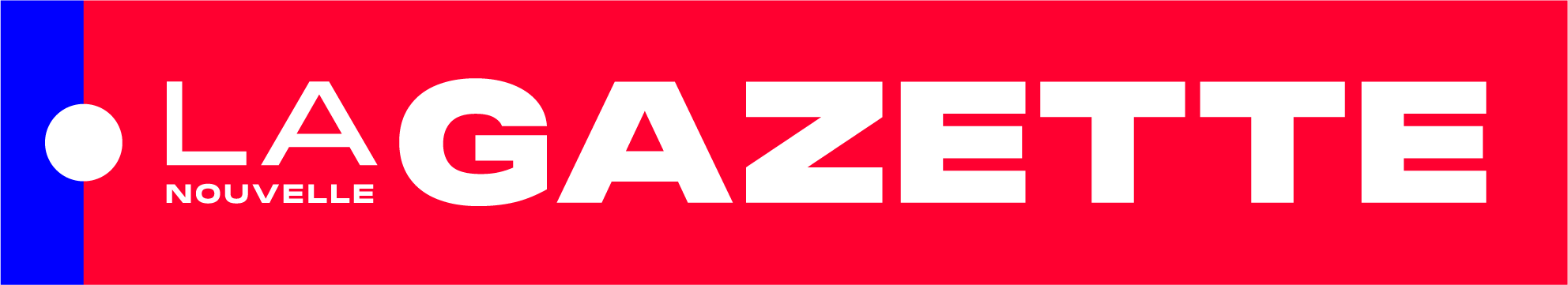
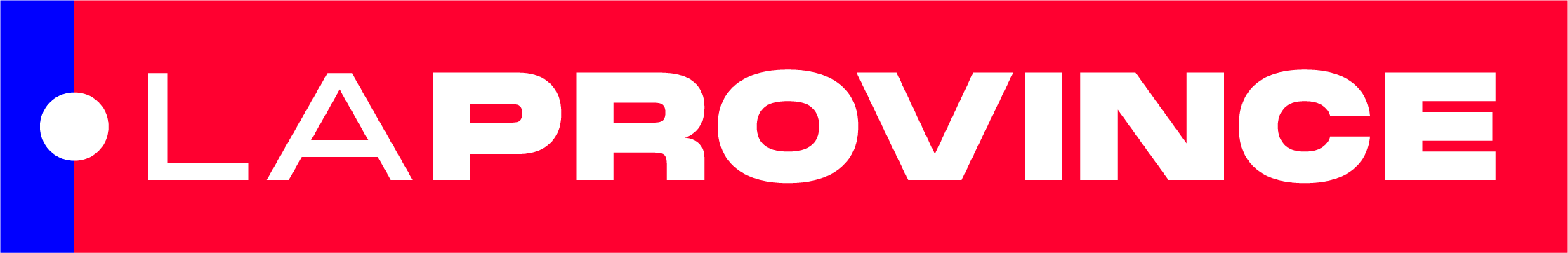
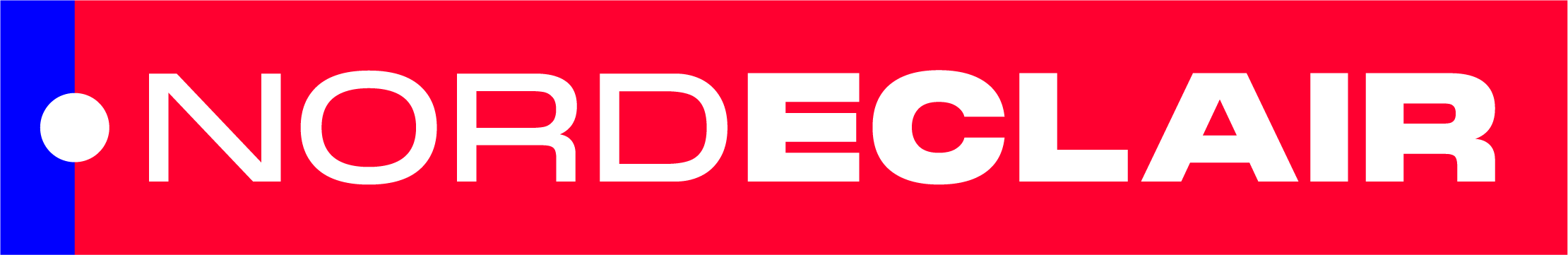
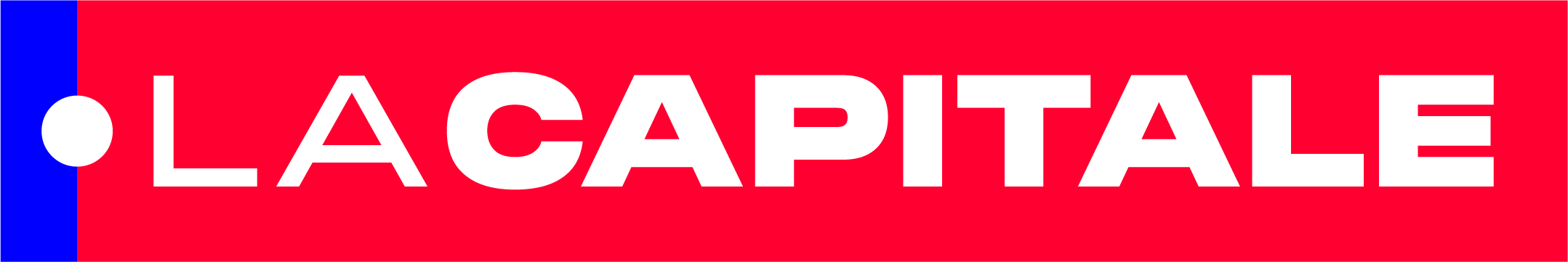

- La Meuse
  - Liège
  - Basse Meuse
  - Huy-Waremme
  - Verviers
  - Namur
  - Luxembourg
- La Nouvelle Gazette
  - Charleroi
  - Centre
  - Sambre-et-Meuse
- La Province
  - Mons
- Nord Éclair
  - Mouscron
  - Tournai
- La Capitale
  - Bruxelles
  - Brabant-wallon

## Affaires judiciaires

### Sudpresse VS Nordpresse
Le 24 février 2016, le journal La Meuse, appartenant au groupe Sudpresse, publie un article ayant pour titre « Invasion de migrants : la côte belge menacée ». À la suite de cela, le média satirique Nordpresse, par ailleurs parodie de Sudpresse, décide de porter plainte contre le groupe pour incitation à la haine. En octobre de la même année, Sudpresse attaque à son tour Nordpresse à cause d'une de leurs parodies à propos d'un autre article litigieux publié par Sudpresse présentant une carte des musulmans en Belgique. Sudpresse perd ce procès à la suite de la décision de justice du tribunal de première instance de Bruxelles  décembre 2017. En novembre 2020, la Cour d'appel de Bruxelles annule ce premier jugement et condamne Nordpresse.
Le 31 octobre 2019, Sudpresse engage une action en cessation devant le Tribunal de Commerce de Liège à l'encontre de Nordpresse, concernant un boycott afin de dénoncer la déontologie journalistique du groupe. Ces publications font suite à un article publié par SudInfo titré « Laura a crié après sa maman » : les détails sordides du viol collectif d'une jeune fille de 13 ans à Hensies », et critiquent la façon de traiter les faits divers des différents journaux de Sudpresse. Le tribunal ayant retenu le caractère lucratif de la société Vincestonian qui gère le site satirique, Nordpresse est condamné pour dénigrement et pour pratiques commerciales malhonnêtes.

## Manquement à la déontologie

### Condamnations par le conseil de déontologie journalistique
En 2013, le Conseil de déontologie journalistique (CDJ) condamne Sudpresse pour manquement à la déontologie car le groupe de presse « a commis une faute déontologique en stigmatisant la communauté homosexuelle dans un titre d’article ». La même année, le groupe de presse est également condamné par le CDJ pour avoir porté atteinte à la vie privée, le journal refuse cependant d'informer les lecteurs de la décision du CDJ.
En 2014, Le CDJ rend une nouvelle fois un avis condamnant Sudpresse pour sa Une du 6 novembre 2013 après une plainte de l’Association des journalistes professionnels,. En septembre 2015, le Conseil de déontologie journalistique constate que SudPresse a commis des fautes déontologiques en février 2015 à propos d'un fonctionnaire de Plombières.
En 2016, la première page portant sur les migrants fait l'objet plus de 1000 plaintes auprès du CDJ, dont une pour incitation à la haine de la part du média satirique Nordpresse,. Le Conseil de déontologie journalistique déclare fondé une plainte et précise que le média « ne respecte pas la vérité et confond faits et opinions » et que la une « ne renvoie en effet à aucun fait établi et qu'elle présente comme un fait avéré mais sans la créditer l'opinion du ministre de l'Intérieur ».
En 2017, Jean-Claude Marcourt, ministre des Médias en Fédération Wallonie-Bruxelles, suspend de l’aide à la presse destinée à SudPresse ainsi qu'à la DH pour non-respect de la déontologie journalistique,.

### Diffusion d'une fausse interview et plagiats
En janvier 2020, Arrêt sur images révèle qu'une interview consacrée à AliceTaglioni n'a pas été réalisée et est en réalité issue d'un ensemble plagiats de plusieurs autres articles récents de médias concurrents. Le journaliste relève également une vingtaine d'articles de stars présentées comme des entretiens sont en fait issus d'interviews d'autres médias. La direction du groupe Sudpresse nie avoir été mise au courant de cette interview non réalisée et décide de renvoyer son journaliste « avec effet immédiat pour faute grave ». Ce dernier se défend d'avoir procédé ainsi afin de pallier l'annulation de l'interview de l'actrice,.

### Procès après la diffusion vidéo d'un suicide
En novembre 2022, le tribunal civil d’Arlon condamne Sudpresse pour avoir diffusé le suicide par immolation d'un homme d'Houdrigny. Le groupe de presse et l'auteure de la vidéo sont condamnés à indemniser le frère de la personne qui s’est donnée la mort. L’organe de presse invoque la liberté de la presse et le droit d’informer le public, mais le tribunal estime que « la diffusion de la vidéo sous la mention 'vidéo choc' permet de considérer que c’est la recherche du sensationnalisme qui a guidé une volonté d’exploitation d’un épisode humain à des fins commerciales. » et que l'article a pu causer « des souffrances morales de nature à entraver son travail de deuil ».
En mars 2025, le groupe de presse est relaxé en appel, la cour d'appel de Liège estime alors que « qu’il ne ressort pas que la vidéo et les captures d’écran aient été diffusées par pur sensationnalisme ou dans la seule recherche d’augmentation d’audimat ».